# Colle della Lombarda
Il Colle della Lombarda (Col de la Lombarde in francese) è un valico alpino delle Alpi Marittime, posto a 2.351 m s.l.m. sul confine tra Italia e Francia.

## Descrizione
Sul versante italiano si incontra lungo l'ascesa il Santuario di Sant'Anna, il santuario più elevato d'Europa, mentre sul versante francese si trova la stazione sciistica di Isola 2000. Dal colle si può raggiungere la vicina Cima della Lombarda.

## Storia

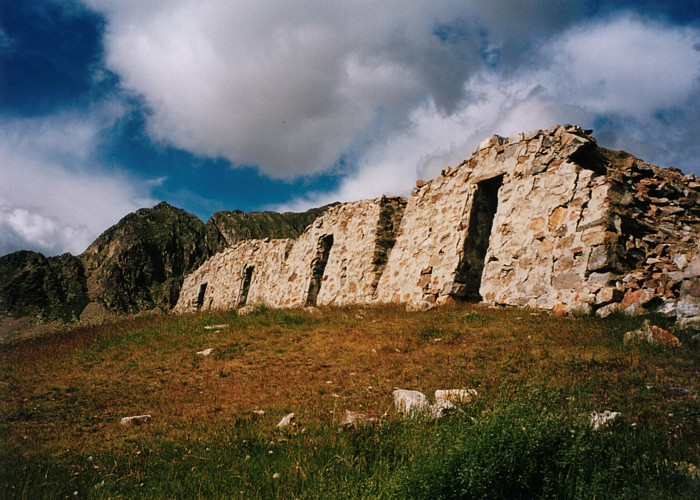
Resti di costruzioni militari nei pressi del colle.

Fino al dopoguerra la strada, oltrepassato il colle, terminava circa all'altezza dell'attuale Isola 2000, non permettendo di raggiungere la Francia; questo perché fino al 1947 l'alta val di Ciastiglione, compresa la zona degli attuali impianti sciistici, apparteneva all'Italia e al comune di Vinadio. Dopo il passaggio della zona alla Francia, i francesi realizzarono il resto della strada anche in funzione della costruzione della stazione sciistica (1971), aprendo così la comunicazione stradale tra Italia e Francia attraverso il colle.

## Ciclismo
L'ascesa al colle costituisce una delle più suggestive salite delle Alpi. La salita dal lato italiano è lunga 21.7 km con una pendenza media del 6.8% ed una massima del 14%.